# 駐馬紹爾群島外交機構列表

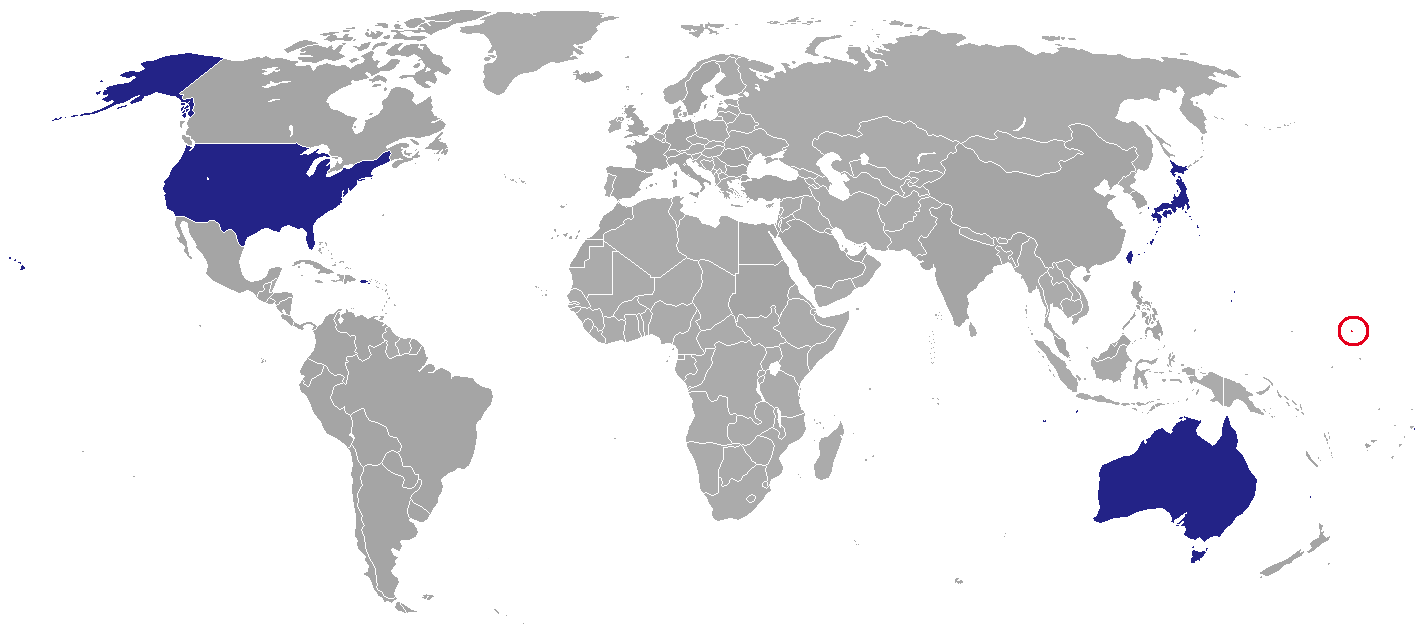
在馬紹爾群島常設大使館的國家一覽

駐馬紹爾群島外交機構列表為各國駐在馬紹爾群島的大使館與領事館列表。目前，在首都馬久羅駐有4個大使館（澳大利亚、中華民國、日本、美國）。

## 大使館
馬久羅
- [1]
- 中華民國（臺灣）（大使館）[2]
- 日本[3]
- 美国[4]

## 其他代表机构
- 中华人民共和国 (中國駐馬紹爾群島留守組)

## 非常駐大使館
常駐於菲律宾马尼拉
- 比利时
- 捷克
- 法國
- 德国
- 印度尼西亞
- 墨西哥
- 摩洛哥[5]
- 荷蘭
- 西班牙
- 瑞士

常駐於澳洲堪培拉
- 奥地利
- 加拿大
- 芬兰
- 波蘭
- 南非
- 越南

常駐於日本東京都
- 爱沙尼亚[6]
- 希腊
- 科索沃[7]
- 斯洛伐克
- 瑞典

常駐於斐濟蘇瓦
- 欧盟
- 英国

常駐於其他地區
- 智利（纽约）
- 哥伦比亚（雅加达）
- （华盛顿哥伦比亚特区）
- 丹麦（新加坡）
- 以色列（耶路撒冷）
- 義大利（惠灵顿）
- 新西兰（檀香山）
- 菲律賓（阿加尼亚）

## 外部連結
- Diplomatic missions in the Marshall Islands